# المودنين (الغنادرة)
المودنين هو دُوَّار يقع بجماعة الغنادرة، إقليم سيدي بنور، جهة الدار البيضاء سطات في المملكة المغربية. ينتمي الدوّار لمشيخة الغنادرة التي تضم 27 دوار. يقدر عدد سكانه بـ 178 نسمة حسب الإحصاء الرسمي للسكان والسكنى لسنة 2004.

## روابط خارجية
- البوابة الوطنية للجماعات الترابية
- المندوبية السامية للتخطيط